# Maljevac
Maljevac – wieś w Chorwacji, w żupanii karlowackiej, w gminie Cetingrad. W 2011 roku liczyła 115 mieszkańców.